# Miconia griffisii
Miconia griffisii är en tvåhjärtbladig växtart som beskrevs av James Francis Macbride. Miconia griffisii ingår i släktet Miconia och familjen Melastomataceae. IUCN kategoriserar arten globalt som sårbar. Inga underarter finns listade i Catalogue of Life.